# Crematogaster dohrni
Crematogaster dohrni är en myrart som beskrevs av Mayr 1879. Crematogaster dohrni ingår i släktet Crematogaster och familjen myror.

## Underarter
Arten delas in i följande underarter:
- C. d. artifex
- C. d. dohrni
- C. d. fabricans
- C. d. gigas
- C. d. kerri
- C. d. kiangsiensis